# 松平信久 (篠山藩嫡子)
松平 信久（まつだいら のぶひさ）は、江戸時代前期の丹波国篠山藩の世嗣。

## 生涯
寛永6年（1629年）、篠山藩主松平忠国の長男として誕生した。母は戸田氏鉄の娘。
寛永12年（1635年）12月1日、忠邦の嗣子として7歳で徳川家光に拝謁。寛永20年（1643年）12月29日、従五位下・伯耆守に叙任される。
慶安5年（1652年）4月8日、父に先立って死去した。享年24。曾祖父にあたる松平信一と同じく、高野山の浄真院に葬られた。同母弟の信之が代わって嫡子となり、次代藩主となった。

## 系譜
正室は青山幸成の娘。信久の死後、山口重直に再嫁した。
『寛政重修諸家譜』によれば、子はいない。